# Jean-Louis Pérez
Pour les articles homonymes, voir Perez.
Jean-Louis Pérez est un producteur, journaliste et réalisateur français.
Né à Paris, il est connu notamment pour avoir réalisé une enquête mondiale sur la corruption au sein de la FIFA (Fédération internationale de football association) diffusée en 2016, sur Arte. Il est également l'auteur d'un documentaire sur le roi du Maroc, Mohammed VI, intitulé Roi du Maroc, le règne secret. 

## Biographie
Diplômé en Histoire (Panthéon-Sorbonne) et en sciences politiques (Sciences-Po Rennes), Jean-Louis Pérez intègre l’agence CAPA, en 2000, où il s’occupe d'abord de la rédaction en chef des reportages pour l’émission « On aura tout lu » présentée par Paul Amar et diffusée sur France 5. En 2003, il rejoint au sein de la rédaction de CAPA, l’équipe du Vrai Journal de Canal+, présenté par Karl Zéro. Il réalise alors de nombreux reportages politiques et enquêtes sur des sujets aussi variés que la présence des néo nazis en France, les avions prisons de la CIA ou les scandales politico-financiers dans le département des Hauts-de-Seine. Pour l’agence CAPA, il collabore également à l’émission Spécial investigation diffusée sur Canal+. En 2010, il quitte CAPA. Il travaille notamment pour  Premières Lignes, où il réalise de nombreuses enquêtes et films documentaires pour France 3, Canal+ et ARTE. En 2014, il est l'auteur, aux éditions du Seuil, d'un ouvrage : « Anne Lauvergeon, le pouvoir à tout prix », première biographie non autorisée de l'ancienne présidente d'Areva, Anne Lauvergeon. Le livre est une plongée au cœur du scandale Areva.
En 2015, il réalise un documentaire sur le roi du Maroc. Au bout de quelques jours de tournage, il est arrêté avec son caméraman Pierre Chautard et passe une nuit en détention. Les deux journalistes français sont ensuite expulsés du pays. Jean-Louis Pérez explique au journal Les Inrocks : « Je savais qu'il y aurait des difficultés à traiter le sujet du roi. Mais une arrestation par plus de trente policiers et une expulsion du pays manu militari simplement au bout de trois jours de travail, c'était surréaliste. Pour ceux qui en doutent encore, le droit de la presse n'existe pas au Maroc ». 
Il poursuit ensuite sa carrière en tant que producteur au sein de la société Grand Angle Productions (groupe Ecrans du Monde) où il produit plus d'une dizaine d'heures de programme par an, notamment des documentaires d'investigation, de société, et d’Histoire immédiate. En 2020 « La face cachée des énergies vertes » est un succès d’audience sur Arte. Le film qui alerte sur les conséquences environnementales du développement frénétique des énergies renouvelables est primé partout dans le monde (Deauville, New-York, Las Vegas, Uruvatti, Milan, Rome...). La même année, « Bretagne, une terre sacrifiée » relance le débat sur l’impact de l’agriculture intensive sur l'ensemble du territoire Breton.  
En 2024, il initie et produit la première série documentaire diffusée par HBO Max France"Kerviel, un trader 50 milliards", réalisée par Fred Garson. Cette série entend être une référence sur l'affaire Kerviel - Société générale.
Depuis mai 2025, il est directeur du label Grand Angle Studio.

## Filmographie sélective

### Producteur
- 2024 : Kerviel, un trader 50 milliards Fred Garson  4 X 48 minutes
- 2024 : Sous haute pression, le système Ryanair Tom Cariou  52 minutes FranceTV Slash
- 2023 : Tour de France : une passion Française[7] 90 minutes France 3 RTBF, Public Sénat
- 2022 :Mon boulot chez Mcdo de Tom Cariou 52 minutes  [8]
- 2020 : La face cachée des énergies vertes[9],[4],[10] Jean-Louis Pérez et  Guillaume Pitron, 90 minutes, Arte, RTBF, Public Sénat
- 2020 : La Bretagne, une terre sacrifiée[5] Aude Rouaux et Marie Garreau de Labarre, 70 minutes, France 5
- 2020 : Dans l’œil des RG - Olivier Toscer et Damien Vercaemer, 3 X 52 minutes, France 5 , RTBF, Public Sénat
- 2019 : Secrets de Famille : l’Héritage invisible[11] Aude Rouaux et Marie Garreau de Labarre, 70 minutes, France 5
- 2018 : Disparition des terres agricoles : un business qui rapporte[12]  Laurence Delleur et Meriem Lay, 52 minutes, France 3
- 2018 : Fin de vie : le dernier exil [13] Aude Rouaux et Marie Garreau de Labarre, 70 minutes, France 5
- 2017 : FNSEA : enquête sur un empire agricole[14]  Marianne Kerfirden, 52 minutes, France 3
- 2016 : La tentation FN, les nouveaux électeurs de Marine Le Pen[15] Olivier Toscer, 52 minutes, France 3

### Réalisateur
- 2023 : Tour de France : une passion Française[7] avec Anna Breteau 90 minutes France 3 RTBF, Public Sénat
- 2020 : La face cachée des énergies vertes[9],[4],[16] avec Guillaume Pitron, 90 minutes, Arte, RTBF, Public Sénat
- 2016 : La Planète FIFA[17], 90 minutes, Arte RTBF, NHK
- 2015 : Roi du Maroc, le règne secret[18], 60 minutes, France 3
- 2014 : Madoff, l'homme qui valait 65 milliards, 55 minutes, France 3, (FIGRA)
- 2014 : Quand la France torpille ses contrats[19], 52 minutes, Canal+
- 2013 : CO2, la casse du siècle[20], avec Gad Charbit, 52 minutes, Canal+
- 2012 : Un mort à l'Élysée, François de Grossouvre[21], 60 minutes, France 3
- 2011 : Coluche, un clown ennemi d'État[22], 55 minutes, France 3
- 2011 : La Poste : mort d'un service public[23], 26 minutes, Canal+
- 2008 : Desperate Hollywood[24], 52 minutes, Canal+

## Ouvrage
- Anne Lauvergeon, le pouvoir à tout prix, éditions du Seuil, 2014, 304 p.  (EAN 9782021182507).